# 難，置信
《難，置信》（英語：Unbelievable）是一部由托妮·科莱特，梅里特·韦弗和凯特琳·德弗主演的美国犯罪剧情网络迷你剧。该剧改编自T.克里斯蒂安·米勒和肯·阿姆斯特朗最初发表在ProPublica和马歇尔计划上的、普立茲獎获奖报道《令人难以置信的强奸事件》，其内容涉及发生在华盛顿州和科罗拉多州的一系列强奸案。该剧于2019年9月13日在串流媒體Netflix上线 ，并获得一致好评。

## 剧情简介
华盛顿州林恩伍德市的少女玛丽·阿德勒报警说自己在公寓中被一名闯入者强奸，但调查人员以及她身边的人，包括她的养母都因为事后她反常的举动怀疑强奸案的真实性，当地市政府甚至起诉她严重的行为失检。在数百里外的科罗拉多州，警探格雷丝·拉斯马森和卡伦·杜瓦尔在调查两起非常相似且棘手的强奸案时相遇，她们合力追捕这名狡猾的潜藏连环强奸犯。

## 演员和角色

### 主角
- 托妮·科莱特 饰演  格雷丝·拉斯马森（Grace Rasmussen），科罗拉多州威斯敏斯特市警察局警探
- 梅里特·韦弗 饰演 卡伦·杜瓦尔（Karen Duvall），科罗拉多州戈尔登市警察局警探
- 凯特琳·德弗 饰演 玛丽·阿德勒（Marie Adler）

### 配角
- 黛尔·迪奇
- 斯科特·劳伦斯
- 丹妮尔·麦克唐纳
- 奥斯汀·赫伯特
- 埃里克·朗格
- 伊丽莎白·玛维尔

## 集數
| 集數 | 標題      | 導演          | 編劇                                                         | 上線日期      |
| ---- | --------- | ------------- | ------------------------------------------------------------ | ------------- |
| 1    | Episode 1 | 丽莎·查罗登科 | 故事構思 ：苏珊娜·格兰特 和 迈克尔·夏邦 以及 阿耶莱·沃尔德曼 | 2019年9月13日 |
| 2    | Episode 2 | 丽莎·查罗登科 | 苏珊娜·格兰特                                                | 2019年9月13日 |
| 3    | Episode 3 | 丽莎·查罗登科 | 苏珊娜·格兰特                                                | 2019年9月13日 |
| 4    | Episode 4 | 迈克尔·迪尔   | 迈克尔·夏邦 和 阿耶莱·沃尔德曼                               | 2019年9月13日 |
| 5    | Episode 5 | 迈克尔·迪尔   | 詹妮弗·舒尔                                                  | 2019年9月13日 |
| 6    | Episode 6 | 迈克尔·迪尔   | 贝蒂·莫德                                                    | 2019年9月13日 |
| 7    | Episode 7 | 苏珊娜·格兰特 | 劇本創作 ：苏珊娜·格兰特 故事構思 ：贝蒂·莫德                | 2019年9月13日 |
| 8    | Episode 8 | 苏珊娜·格兰特 | 苏珊娜·格兰特                                                | 2019年9月13日 |

## 迴響

### 专业评价
本劇獲得電視影評家极高的評價。於爛番茄整合的評論中，獲得97%的新鮮度、平均得分8.57/10（64名評論家），評論家共識：「《難，置信》令人心碎且强劲有力，将视角转移到对受害者的暴力上，以体面和严肃的态度讲述她们的故事，超越了熟悉的真实犯罪片叙事节奏」。於Metacritic整合的評論中，獲得了82分（滿分100；23名評論家），屬于普遍好评。

### 观看量
Netflix2019年10月17日宣布，该剧在其平台上线后已获得3200万观看量。

### 荣誉
| 年度 | 獎項           | 類別                                 | 入圍者                                                | 結果 | 來源  |
| ---- | -------------- | ------------------------------------ | ----------------------------------------------------- | ---- | ----- |
| 2020 | 黃金時段艾美獎 | 最佳有限劇集                         | 《難，置信》                                          | 提名 | [ 7 ] |
| 2020 | 黃金時段艾美獎 | 最佳有限劇集或電視電影女配角         | 東妮·克莉蒂                                           | 提名 | [ 7 ] |
| 2020 | 黃金時段艾美獎 | 最佳有限劇集、電視電影或戲劇特輯編劇 | 苏珊娜·格兰特、迈克尔·夏邦和阿耶莱·沃尔德曼（第一集） | 提名 | [ 7 ] |
| 2020 | 卫星奖         | 最佳迷你剧                           | 《難，置信》                                          | 提名 | [ 8 ] |
| 2020 | 卫星奖         | 最佳剧集、迷你剧与电视电影女配角     | 東妮·克莉蒂                                           | 提名 | [ 8 ] |